# 文官屯神社
文官屯神社是曾存在于满洲国奉天市北郊文官屯（今沈阳市大东区文官街道）的日本神社。祭神为明治天皇、丰受大神、大国主命。现存两座石鸟居，其中一座被定为第三批沈阳市历史建筑。

## 背景
1940年11月:1，日本陆军在奉天北郊的文官屯设立了南满陆军造兵厂。该厂是日本陆军在日本本土以外最大的兵工厂，生产坦克、枪支、弹药等。全盛期有约8,000名日本人在此工作。
中华人民共和国成立后，在南满陆军造兵厂原址设立了兵工厂“国营七二四工厂”，后为东北机器制造总厂、沈阳东基集团有限公司。

## 概况
文官屯神社设立于1942年11月。社殿仅有本殿一座，木结构。有两座鸟居。祭神为明治天皇、丰受大神、大国主命。

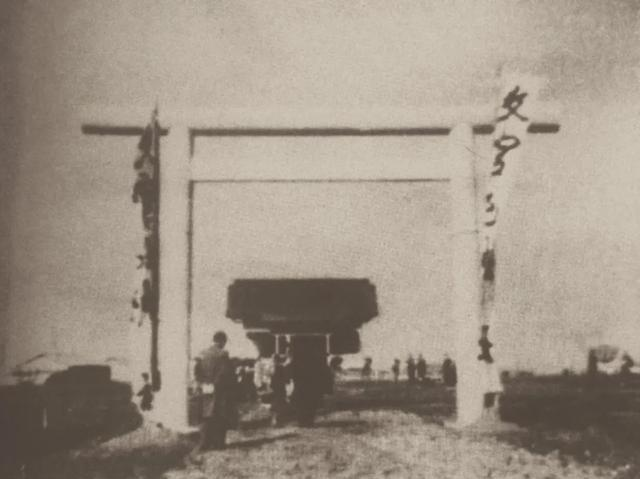
文官屯神社社殿前的鸟居，位于辽宁兵器工业职工大学内

## 现状
社殿在1957年拆毁，原址位于今辽宁兵器工业职工大学内。两座石鸟居现存。位于当年参道入口的一座鸟居在2015年时有部分损坏，鸟居上部的横梁一端折断，立柱上已涂有文字，2016年11月被沈阳市政府以“七二四鸟居”为名定为第三批沈阳市历史建筑；位于原社殿前面的另一座鸟居在辽宁兵器工业职工大学的闲置区域内。